# 데 푸라 상그레
《데 푸라 상그레》(스페인어: De pura sangre)은 1985년 방영된 멕시코의 텔레노벨라이다.